# Cege

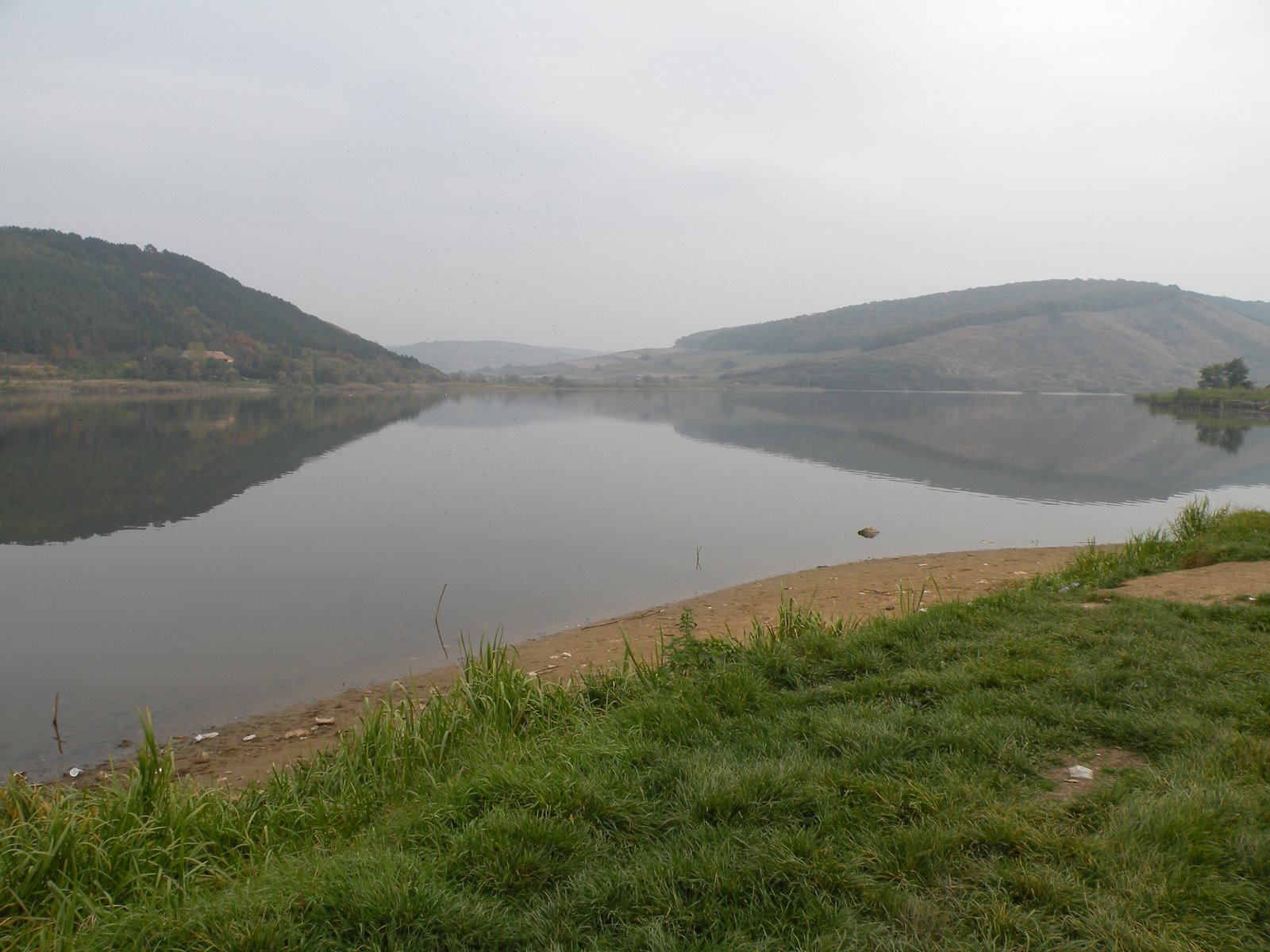
A Cegei-tó

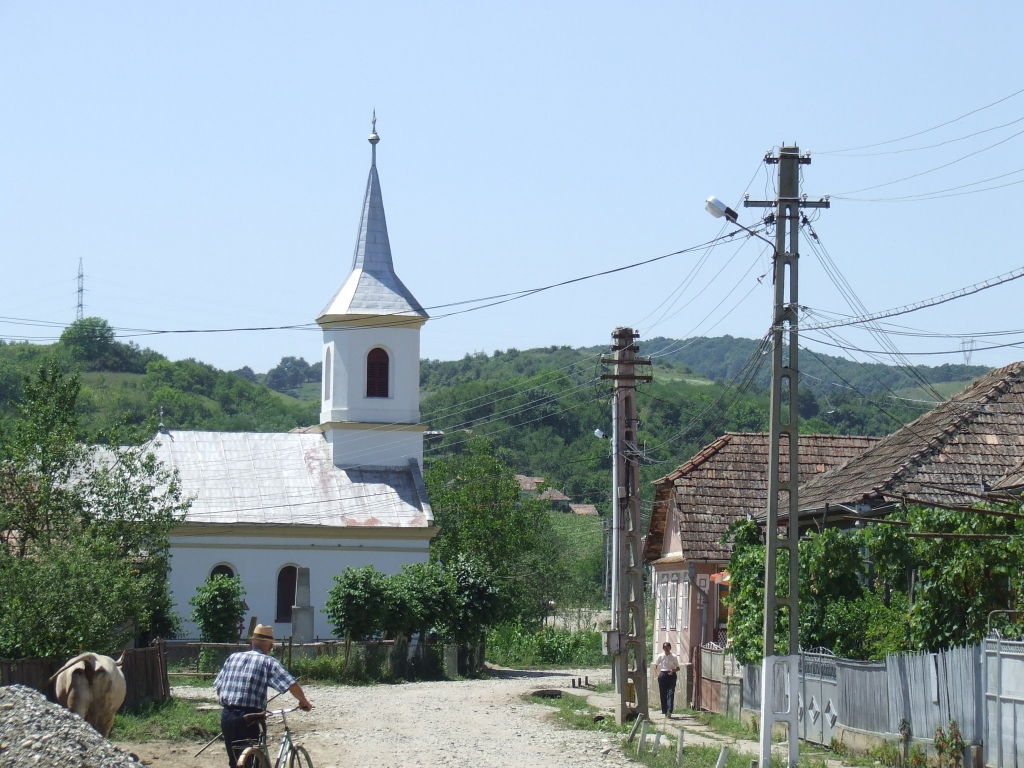
Ortodox templom

Cege (románul: Țaga) falu Romániában, Erdélyben, Kolozs megyében, az azonos nevű község központja.

## Fekvése
Szamosújvártól 19 km-re délkeletre, a mezőségi Tóvidéken, a Cegei-tó északnyugati végében található. A mai falu magába foglalja a korábbi Göcöt a tulajdonképpeni Cegétől északkeletre, de a két településrész nem ér teljesen össze.

## Története
A falu területén gazdagon mellékelt gepida női sírt tártak fel. Először egy 1291-ből keltezett okirat említi, Chegue alakban. Károly Róbert 1321-ben visszaadta Eymech fia Miklósnak, akit 1324-ben Wos-ként említenek. Ettől kezdve egészen a legújabb korig a Wass család birtoka volt, amely innen vette nemesi előnevét is. 1332-ben plébániatemploma volt. Nagy Lajos királytól 1363-ban vásártartási és pallosjogot kapott. Czegei László 1392-ben felégette Szentegyedi (Wass) Lökös cegei kúriáját és megverette jobbágyait. A település életében meghatározóak voltak a környező tavak. A Cegei- vagy Hódos-tavat a 16. század elején Erdély legnagyobb állóvizének tartották, és a 19. század elején még egy Mikolától egészen Katonáig tartó vízrendszerhez tartozott. Lakossága a 16. században református hitre tért. Miután 1704-ben és 1717-ben is elpusztult, 1721-ben három jobbágy, hét zsellér, két kóborló és két udvari cseléd családfőt írtak benne össze. Református egyháza 1766-ban 55 nőt és 53 férfit számlált. 1786-ban már 43 jobbágy- és 37 zsellércsalád lakta. A 19. század elején évi három országos vásárt tartottak benne. Mai református temploma 1857-ben épült, a kicsiny közösség lelkésze 1863-tól egyben a tanítói feladatokat is ellátta. 1876-ig Doboka vármegyéhez tartozott, akkor Szolnok-Doboka vármegyéhez csatolták. 1940. szeptember 21-én a falu szélén végezték ki magyar katonák a vasasszentgothárdi Mihály Esztert és Rozáliát, Ioan Catot és Iosif Moldovant. 1964-ben hozzácsatolták Göcöt. Az ortodox hívek 2006-ban előbb körülépítették, majd lerombolták az 1962–64-ben, egy fatemplom helyére épült göci templomukat, mert féltek, hogy a bíróság visszaítéli a román görögkatolikus egyháznak.
1910-ben 633 lakosából 474 volt román, 133 magyar és 22 német anyanyelvű; 466 görögkatolikus, 120 református, 27 római katolikus és 18 zsidó vallású.
2002-ben 860 lakosából 817 volt román és 42 magyar nemzetiségű; 799 ortodox, 43 református és 10 görögkatolikus vallású.

## Látnivalók
- A ma látható, barokk Wass-kúria az 1769-ben épült és 1800-ban felújított Wass Ádám-féle udvarház négy épülete közül az egyetlen, amely nem pusztult el a második világháborúban. Közelében kripták.[4]
- Cegei Nagy-tó. A tó felülete a 19. században és a 20 század első felében erősen csökkent, majd 1948–51-ben, de főként az 1971-et követő években duzzasztással ismét megnövelték. A tó nyugati partján egy fából 1931-ben készült üdülő áll, az ún. csobánkai „kastély”.
- Régészeti park, egyelőre egy neolit és egy dák házzal.[5]

## Gazdaság
- Magának a községközpontnak a munkaképes lakosságát 1992-ben 56%-ban a mezőgazdaság, 25%-ban az ipar, 17%-ban a tercier szektor foglalkoztatta.
- 2910 hektáros határának 2004-ben 35%-a volt szántó, 19%-a erdő, 15%-a legelő és 7%-a rét. 1895-ben az akkor még Göc nélküli Cege 1910 hektáros határából 37% volt szántóföld, 23% erdő, 19% legelő és 8% kaszáló.
- 1982 óta határában metángázt termelnek ki, amelyet 1985 óta helyben sűrítenek is.
- Göcön, hosszabb szünet után, 1954-ben kezdődött újra a noszolyi sajt gyártása. 1970-ben új sajtgyárat adtak át.

## Híres emberek
- Itt dolgozott iskolamesterként az a Cegei névtelen, aki Effectus amoris, az szerelemnek ereje címmel 1587-ben készítette fordítását latinból.[6]
- Egy másik, Cegei névtelen néven ismert fordító készítette az 1783-ban megjelent, magyar nyelvű Pancsatantra-fordítás második részét.[7]
- 1794 és 1800 között, Wass Dániel titkáraként és gyermekei nevelőjeként itt élt Gheorghe Șincai. Itt írta A románok és sok más nép krónikája című műve nagy részét.[8]